# Korte Nieuwstraat (Utrecht)
De Korte Nieuwstraat is een straat in het centrum van de Nederlandse stad Utrecht.

## Geschiedenis
Vanaf omstreeks 1050 tot in de 16e eeuw bevond zich hier de Paulusabdij. In deze periode lag op haar niet-openbare terrein een smalle voorloper van deze straat in de vorm van het Pauluspad. Op de overgang van de openbare weg naar dit pad, tussen de huidige Korte en Lange Nieuwstraat, stond de Pauluspoort.
De Reformatie bracht vervolgens omstreeks 1580 in Utrecht niet alleen een religieuze omwenteling, ook werd met de ontneming van katholiek bezit gaandeweg grootschalig de infrastructuur inclusief een deel van het stratenplan in de stad gewijzigd. In het gebied van de huidige Korte Nieuwstraat werd de naast de Dom van Utrecht staande Sint-Salvatorkerk afgebroken tezamen met andere bebouwing. Daarbij nam het Hof van Utrecht zijn intrek in de Paulusabdij. Rond 1619 is uiteindelijk de Lange Nieuwstraat (die tot dan nog Nieuwstraat heette) doorgetrokken over het Pauluspad en de voormalige immuniteit van Oudmunster (Sint-Salvatorkerk) richting de Domkerk. Deze nieuwe straat, breder dan het oude pad, kreeg de naam Korte Nieuwstraat.
In het tweede kwart van de 19e eeuw vonden diverse veranderingen plaats in dit gebied met de grootschalige verbouwing voor een gerechtsgebouw op de hoek met de Hamburgerstraat. De Pauluspoort en de Heilig-Kruiskapel op het Domplein zijn in die tijd gesloopt. In de jaren 30 van de 20e eeuw liep tramlijn 4 van de Gemeentetram Utrecht door de straat. 
Op nr. 13bis was tot 1949 het bedrijf van Caroline Bleeker in de straat gevestigd, Nedoptifa, dat optische instrumenten fabriceerde.
Kort na 1960 is de complete westelijke bebouwing gesloopt voor verdere verbreding van de weg waarna nieuwbouw verrees. In de oostelijke bebouwing bevinden zich vandaag de dag nog enkele monumentale panden.

## Fotogalerij

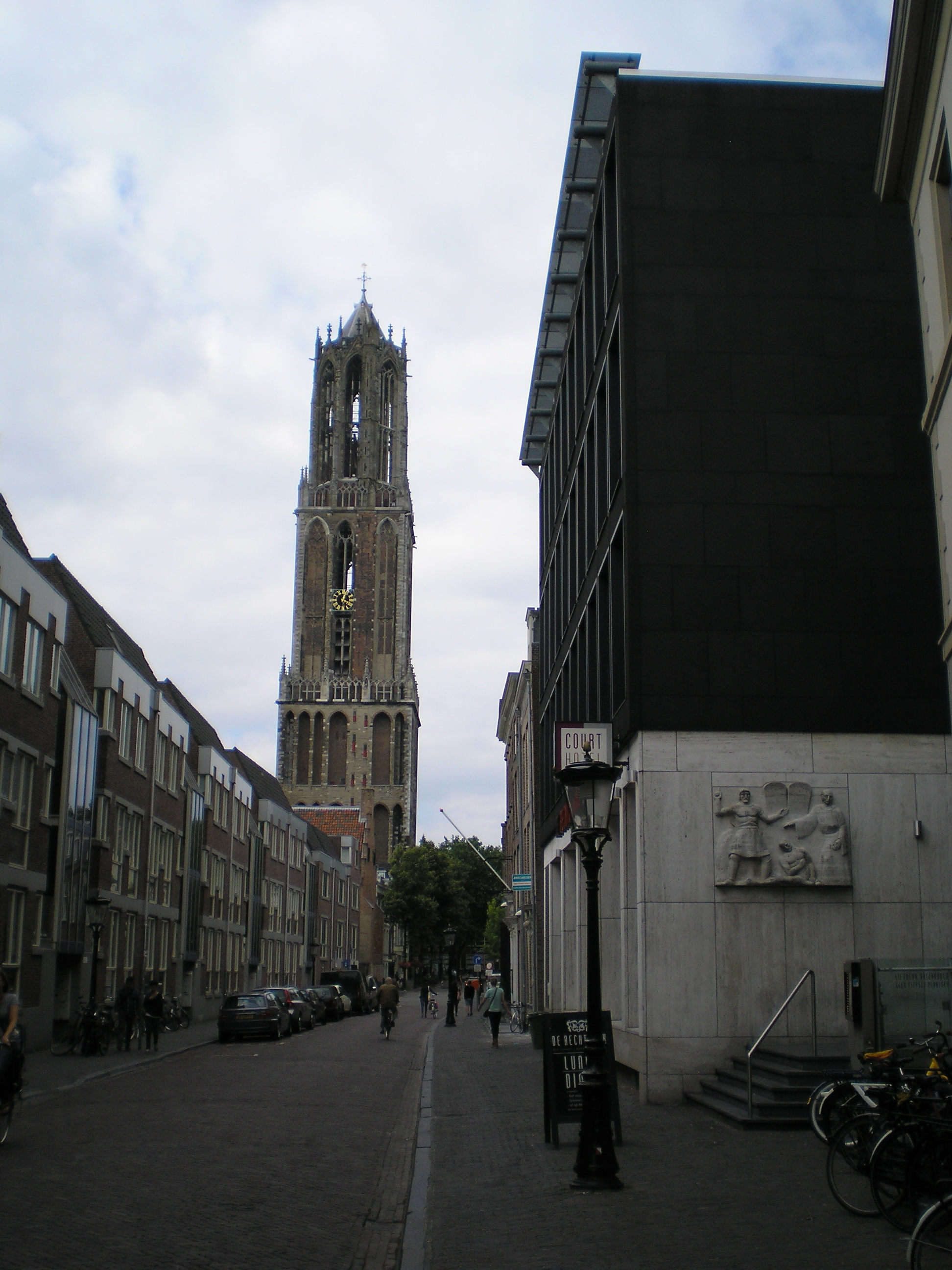
De Korte Nieuwstraat en achteraan het Domplein met de Domtoren
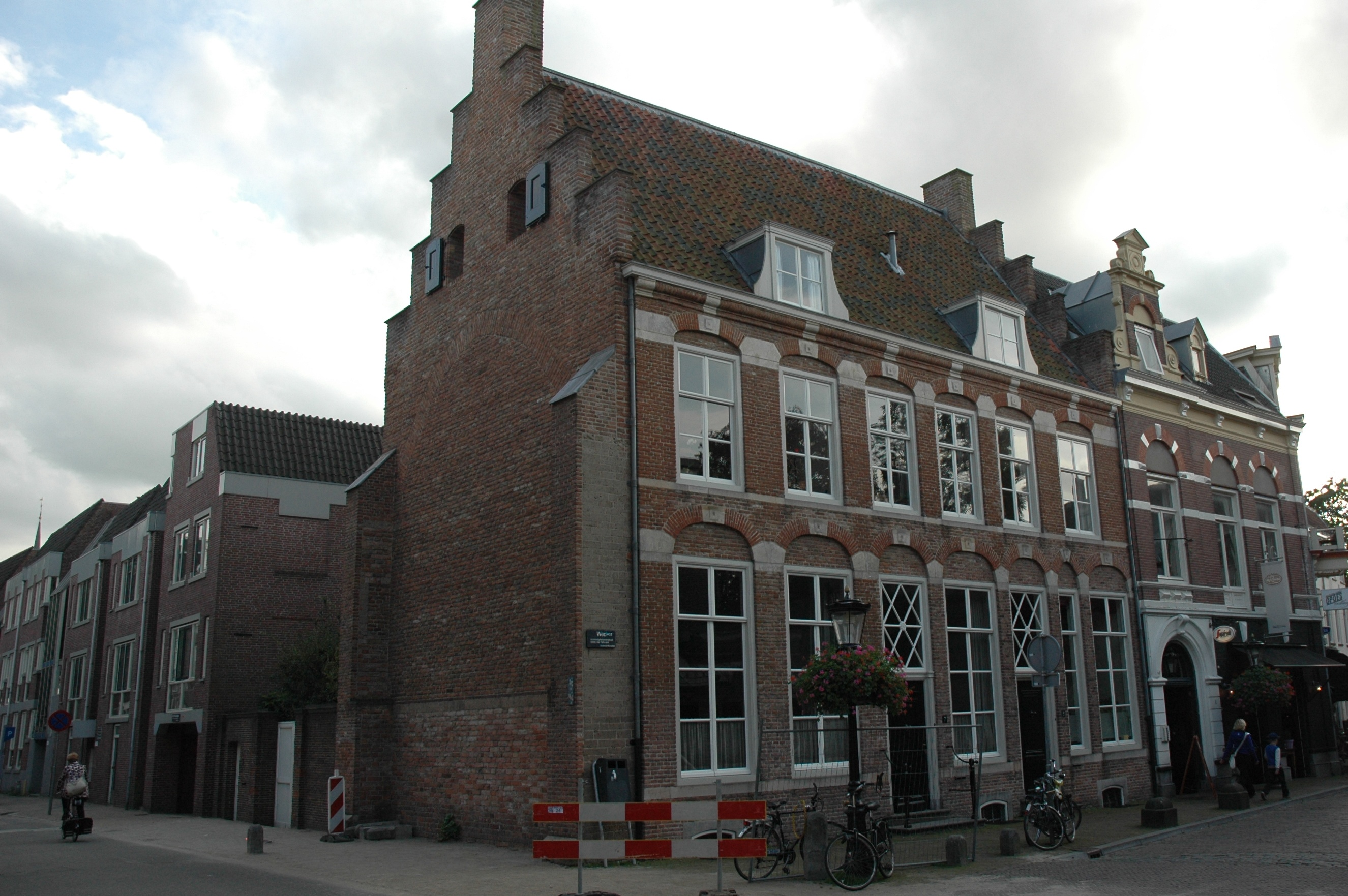
De Korte Nieuwstraat (links) ter hoogte van het Wed (rechts).

3e Buurkerksteeg ·
A.B.C.-straat ·
Abraham Dolesteeg ·
Achter de Dom ·
Achter St.-Pieter ·
Agnietenstraat ·
Ambachtstraat ·
Annastraat ·
Bakkerstraat ·
Breedstraat ·
Boothstraat ·
Boterstraat ·
Brigittenstraat ·
Bijlhouwerstraat ·
Catharijnekade ·
Catharijnesingel ·
Choorstraat ·
Croeselaan ·
Domplein ·
Domstraat ·
Donkere Gaard ·
Donkerstraat ·
Dorstige Hartsteeg ·
Drakenburgstraat ·
Drieharingstraat ·
Drift ·
Eligenstraat ·
Ganzenmarkt ·
Geertekerkhof ·
Hamburgerstraat ·
Hamsteeg ·
Hanengeschrei ·
Hardebollenstraat ·
Haverstraat ·
Hekelsteeg ·
Herenstraat ·
Hoogt ·
Jaarbeursplein ·
Jacobsgasthuissteeg ·
Jacobijnenstraat ·
Jansdam ·
Janskerkhof ·
Jansveld ·
Jodenrijtje ·
Keistraat ·
Keizerstraat ·
Kintgenshaven ·
Kleine Slachtstraat ·
Korte Jansstraat ·
Korte Lauwerstraat ·
Korte Minrebroederstraat ·
Korte Nieuwstraat ·
Korte Smeestraat ·
Kromme Nieuwegracht ·
Lange Elisabethstraat ·
Lange Jansstraat ·
Lange Jufferstraat ·
Lange Lauwerstraat ·
Lange Nieuwstraat ·
Lange Smeestraat ·
Lange Viestraat ·
Lauwersteeg ·
Leidseveer ·
Lichte Gaard ·
Loeff Berchmakerstraat ·
Lucasbolwerk ·
Lijnmarkt ·
Mariahoek ·
Mariaplaats ·
Massegast ·
Minrebroederstraat ·
Moreelsepark ·
Muntstraat ·
Neude ·
Nicolaas Beetsstraat ·
Nieuwegracht ·
Nobeldwarsstraat ·
Nobelstraat ·
Oudegracht ·
Oudkerkhof ·
Paardenveld ·
Pieterskerkhof ·
Pieterstraat ·
Plompetorenbrug ·
Plompetorengracht ·
Potterstraat ·
Predikherenkerkhof ·
Predikherenstraat ·
Ridderschapstraat ·
Servetstraat ·
Slachtstraat ·
St.-Jacobsstraat ·
Springweg ·
Stadhuisbrug ·
Steenweg ·
Sterrenburg ·
Strosteeg ·
Telingstraat ·
Tolsteegbarrière ·
Tolsteegbrug ·
Trans ·
Twijnstraat en Twijnstraat aan de Werf ·
Van Asch van Wijckskade ·
Vinkenburgstraat ·
Vismarkt ·
Voetiusstraat ·
Voorstraat ·
Vredenburg ·
Waterstraat ·
Wed ·
Wittevrouwenstraat ·
Wijde Begijnestraat ·
Zadelstraat ·
Zakkendragerssteeg ·
Zuilenstraat ·
Zwaansteeg